# La Manresana (Barcelona)
La Manresana es una entidad de población española del municipio de Els Prats de Rei, perteneciente a la provincia de Barcelona, en la comunidad autónoma de Cataluña.

## Toponimia
El lugar puede encontrarse referido como La Manresana y Manresana.

## Historia
Hacia mediados del siglo XIX, el lugar, una aldea, ya pertenecía al municipio de Prats del Rey. Aparece descrito en el undécimo volumen del Diccionario geográfico-estadístico-histórico de España y sus posesiones de Ultramar de Pascual Madoz con las siguientes palabras:

MANRESANA: pequeña ald. en la prov. de Barcelona, part. jud. de Igualada, térm. y jurisd. de Prats del Rey; tiene 3 casas, cast. y torre ant. de moros, y una capilla con culto público en los días festivos.
(Madoz, 1848, p. 187)

En 2023, la entidad singular de población de La Manresana tenía empadronados 24 habitantes, todos ellos en diseminado.